# Triebelina intennedia
Triebelina intennedia is een mosselkreeftjessoort uit de familie van de Bairdiidae. De wetenschappelijke naam van de soort is voor het eerst geldig gepubliceerd in 1993 door Witte.